# Hagiwara-juku
Pour les articles homonymes, voir Hagiwara.
Hagiwara-juku (萩原宿, Hagiwara-juku) était la cinquième des neuf stations (shukuba) du Minoji. Elle se trouve dans la ville moderne d'Ichinomiya, préfecture d'Aichi, au Japon. Située sur les berges de la Nikkō, Hagiwara-juku était la plus petite étape le long du Minoji.

## Stations voisines
Minoji
Inaba-juku – Hagiwara-juku – Okoshi-juku